# Briefmarkenbogen

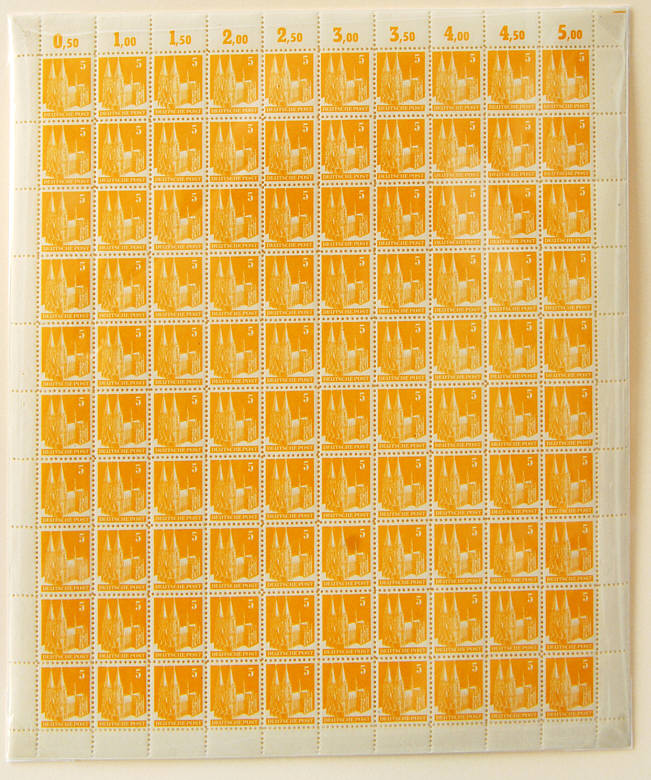
Briefmarkenbogen mit 10×10 Briefmarken (hier Gelber Dom)

Ein Briefmarkenbogen oder kurz Bogen ist der Zusammendruck von mehreren Briefmarken mit demselben Motiv in einem tabellenartigen System (in den Niederlanden kann das Motiv manchmal unterschiedlich sein, z. B. bei den Dezembermarken). Die Zwischenräume zwischen den einzelnen Briefmarken sind gleich groß und lassen Platz für einen Schnitt oder für die Perforierung.

## Größe und Format
Der Briefmarkenbogen ist heute die gebräuchlichste Art der Briefmarkenanordnung. Die Anzahl der Briefmarken in einem Bogen und dessen Format ist abhängig von der Größe und dem Format der einzelnen Briefmarken. Kleinformatige Briefmarken werden üblicherweise in Bogen zu 100 Marken gedruckt, größerformatige Briefmarken in Bogen zu 50 oder 25 Briefmarken.
Die Deutsche Post AG ist am 13. November 1994 aus Rationalisierungsgründen zu Zehnerbogen übergegangen. Bei diesen ist der Rand besonders gestaltet, womit auch ein neues Sammelgebiet entstanden ist.

## Der Druckbogen

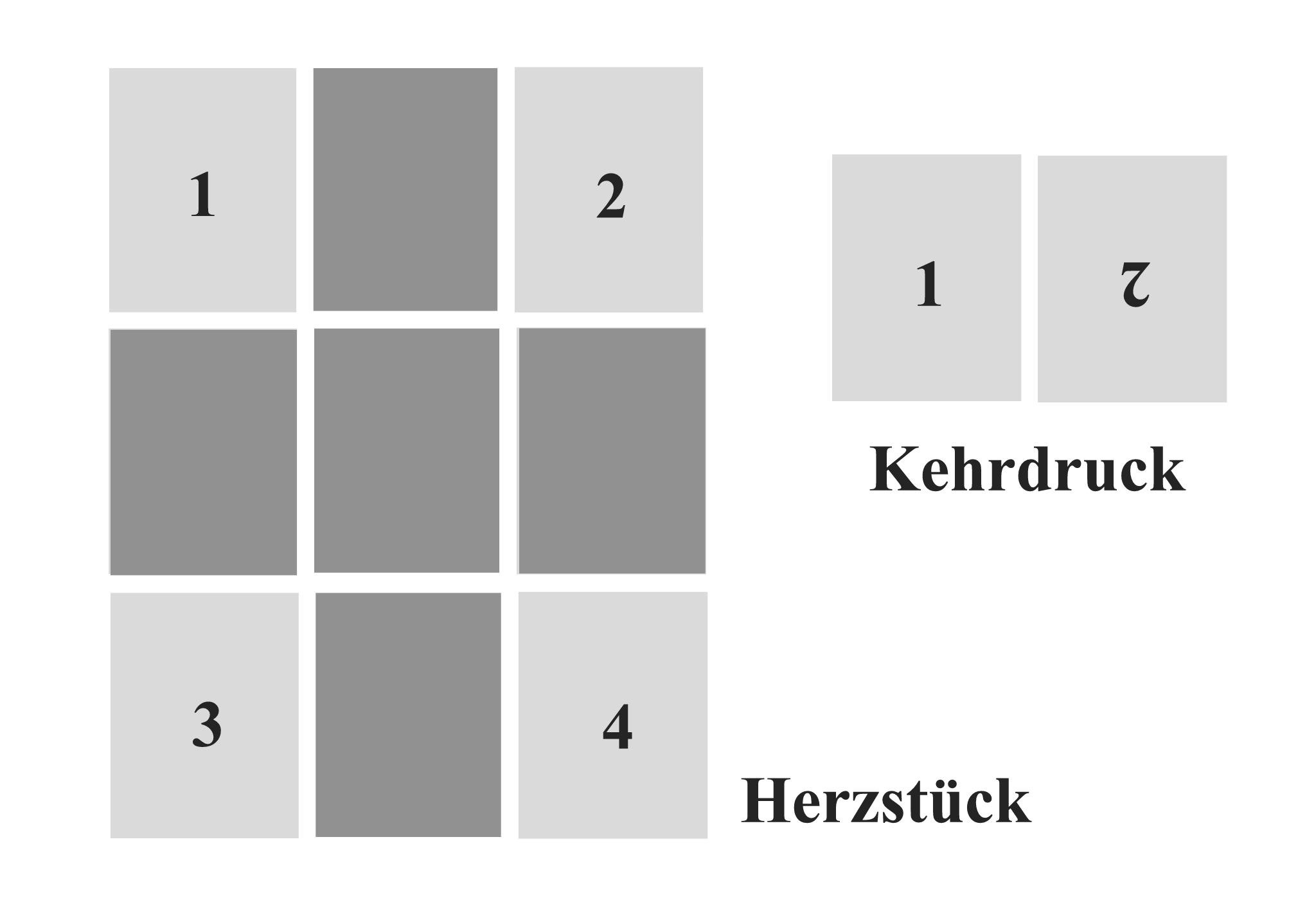
Herzstück und Kehrdruck

Unter Briefmarkenbogen versteht man eigentlich nur einen Teil des eigentlichen Druckbogens. Briefmarken werden nämlich meist in vier zusammenhängenden Bögen gedruckt um die bestmögliche Ausnutzung des Druckpapieres zu erreichen. Zum Verkauf am Postschalter gelangen jedoch nur die in vier Teile zerteilten Druckbögen. Dieser Briefmarkenbogen wird daher auch Schalterbogen genannt. Die für die Markenheftchenbestückung hergestellten Bögen bezeichnet man hingegen als Markenheftchenbogen.

### Zwischenstege

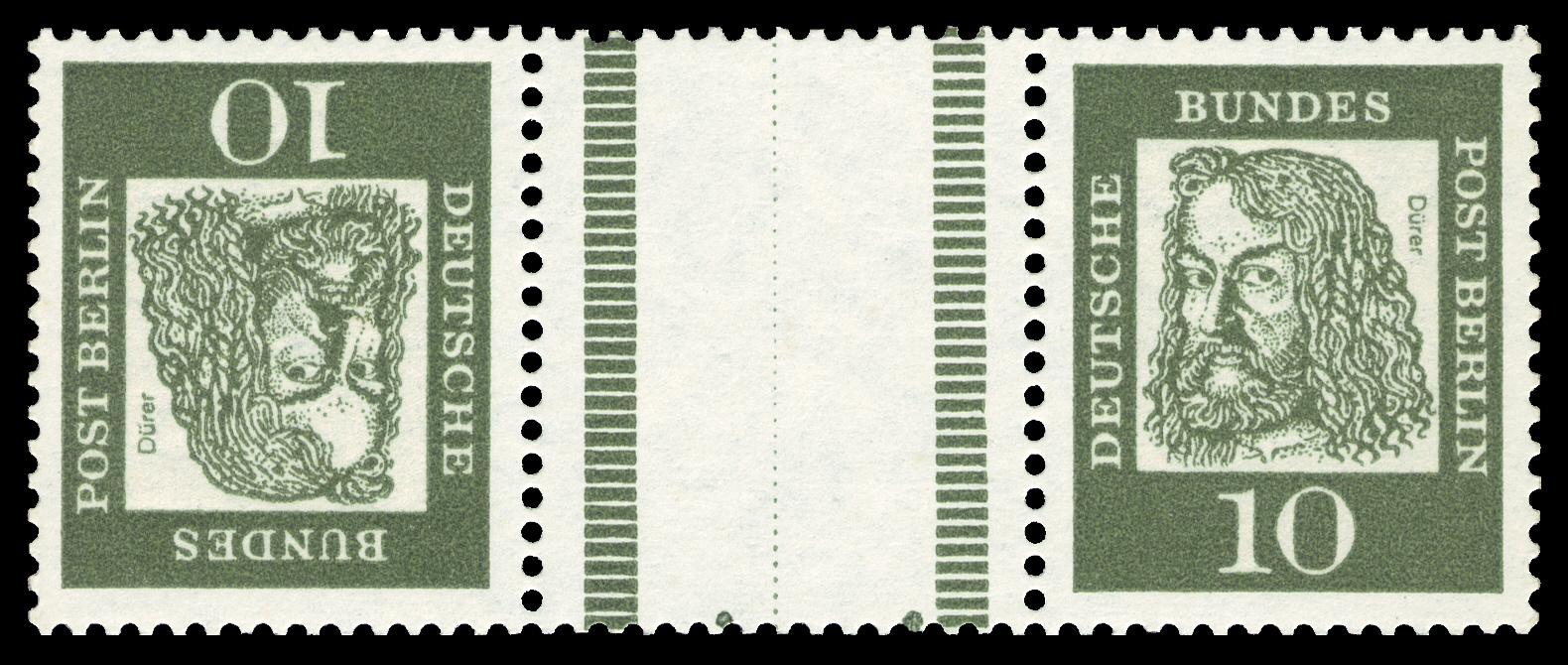
Kehrdruck mit Zwischensteg aus Markenheftchenbogen, Bedeutende Deutsche, 1961

Die Leerfelder, die die einzelnen Schalterbögen miteinander verbinden, werden Zwischenstege genannt. Normalerweise werden diese nach dem Druckvorgang in der Hälfte durchgeschnitten, damit man vier Schalterbögen erhält. Die halben Leerfelder oder Zwischenstege bilden dann den Bogenrand. Von manchen Versionen und bei Markenheftchenbögen gelangen jedoch unzerteilte Zwischenstege mit anhängenden Briefmarken der benachbarten Schalterbögen / Markenheftchenbogenhälfte in den Handel (Briefmarke - Leerfeld - Briefmarke). Diese Zwischenstege können entweder leer oder mit Strichelleisten (den Randleisten in den Markenheftchen) bedruckt sein.
Der Philatelist unterscheidet zwischen waagerechten und senkrechten Zwischenstegen. Eine Besonderheit der Zwischenstege ist das Herzstück des Druckbogens, wo alle vier Schalterbögen zusammenhängen. Zwischenstege und Herzstücke sind bei Sammlern sehr beliebt und erreichen vor allem bei klassischen Ausgaben hohe Katalogpreise.

### Kehrdrucke
Einzelne Schalterbögen und Markenheftchenbogenabschnitte sind zur besseren Unterscheidung um 180° zueinander gedreht gedruckt, wobei diese unmittelbar nebeneinander liegen können oder zusätzlich ein Zwischensteg zwischen den Marken vorkommt. Die zwei zueinander kopfstehenden Briefmarken bezeichnet der Philatelist als Kehrdruck bzw. als Kehrdruck mit Zwischensteg.

## Briefmarkenanordnung und Bogenplatz

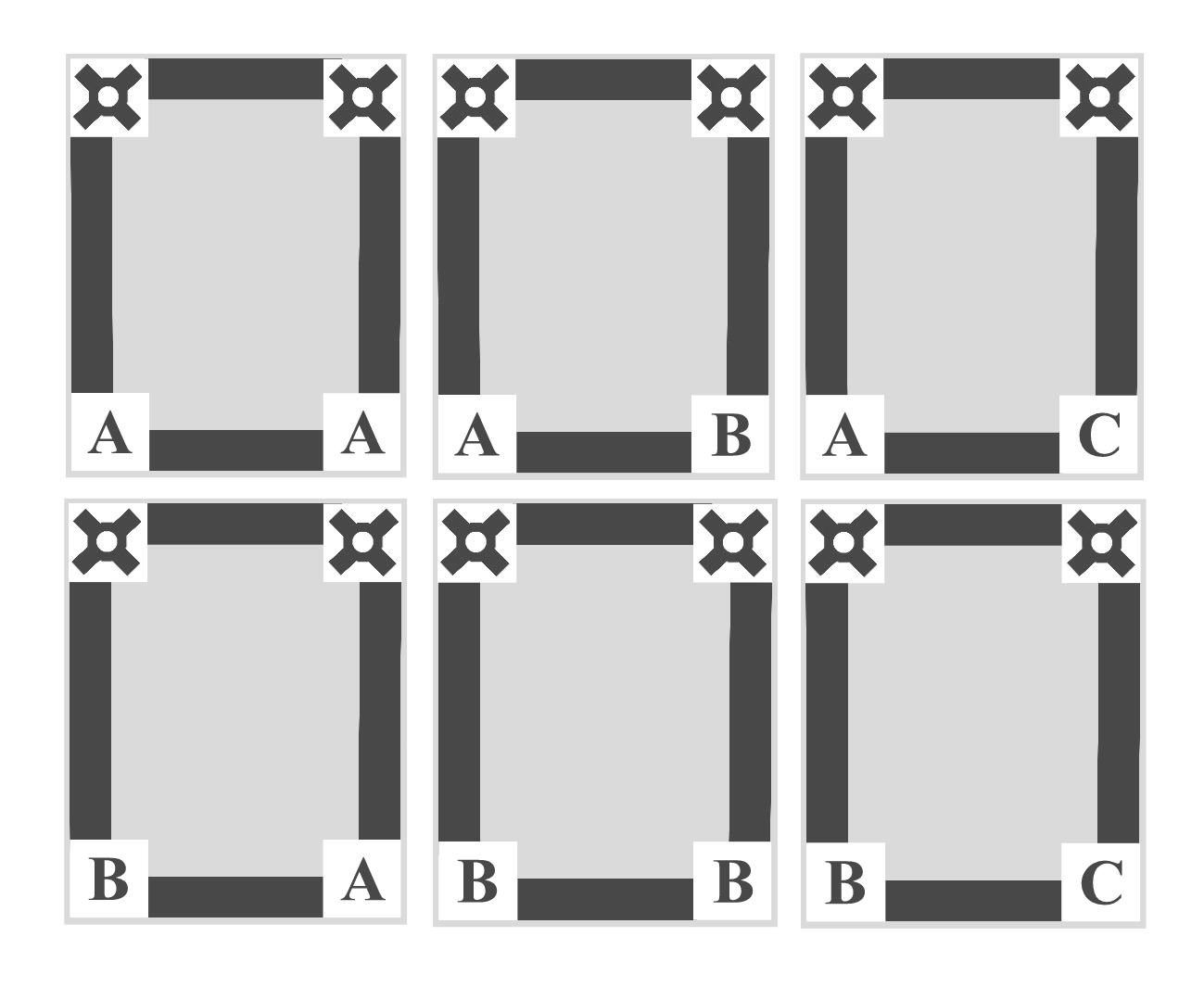
Fortlaufende Buchstaben in den Markenecken

Die Briefmarkenanordnung in den Bögen erfolgt tabellarisch in Zeilen und Spalten. Durch diese Anordnung lässt sich der Bogenplatz (oder Bogenfeld) einer Briefmarke genau angeben. Der Philatelist zählt die einzelnen Briefmarken in waagrechter Richtung von links nach rechts, die Post jedoch in senkrechter Richtung von oben nach unten. Die dritte Briefmarke in der sechsten Zeile in einem 10×10 Briefmarkenbogen wäre demnach für Sammler die 53. Briefmarke für die Post jedoch die 26. Briefmarke im Bogen.
Eine Besonderheit bei der Briefmarkenanordnung bilden die ersten Briefmarken Großbritanniens. Bei diesen Briefmarken, die nach dem normalen System in 20 Zeilen und 12 Spalten gedruckt worden waren, war der Bogenplatz auf jeder einzelnen Briefmarke angegeben. Dadurch entstanden insgesamt 240 verschiedene Briefmarken. Dies sollte vor Fälschungen schützen. In den unteren Ecken, später in allen vier Ecken, waren Buchstaben für die einzelnen Zeilen und Spalten zu finden. Ein A in der linken unteren Ecke stand für die erste Zeile, ein B für die zweite, das C für die dritte, … die Spalten wurden nach dem gleichen Prinzip in der rechten unteren Ecke angegeben. Die erste Briefmarke hatte demnach die Buchstabenkombination A - A, die letzte T - L.
In der Nachkriegszeit Deutschlands wurden Marken auch von privaten Druckereien hergestellt. Ein Beispiel gibt die Bautenserie 1948. Bei der Druckbogenherstellung der Fa. Westermann gab es folgenden Druckplattenaufbau:
1. Ein Urbild wurde 10 Mal fotomechanisch kopiert und nebeneinander montiert, dadurch entstanden die Primären Merkmale (PM).
2. Dann wurde der waagrechte 10er Streifen 10 Mal kopiert und untereinander montiert, sodass eine 100er Folie entstand. Dadurch entstanden auf jedem einzelnen Feld die Sekundärmerkmale (SM). Die primären Merkmale waren dadurch auf jeder senkrechten Spalte (also 10 Mal) vorhanden.
3. Nun wurde die 100er Folie mindestens 5 Mal kopiert. Vier davon wurden schachbrettartig zu einer 400er Folie montiert, um die Größe eines Druckbogens zu erhalten und die fünfte wurde als Ersatzfolie zurückgelegt um eventuelle fehlerhafte einzelne Felder der 400er Folie zu ersetzen. (Folientausch) Nun gab es logischerweise auf der 400er Folie 40 gleiche PMs, vier gleiche SMs und pro Feld noch ein Tertiäres Merkmal (TM).
4. Jetzt wurden durch Ätzverfahren mit der 400er Folie mehrere Druckplatten hergestellt. Dadurch entstanden die Quartären Merkmale (QM). Auch eventuelle Retuschen auf der 400er Folie oder auf der Druckplatte gelten als QMs.

## Bogenrand
Als Bogenrand bezeichnet man an den Marken anhängende Leerfelder, die rund um den Briefmarkenbogen angeordnet sind. Diese sind oft unbedruckt. In manchen Fällen findet man jedoch zahlreiche weiterführende Informationen auf den Bogenrändern abgedruckt. Dazu gehören:
- Auflagenummern
- Bogenrandbeschriftungen (Werbung, Hinweise zur Briefmarkenausgabe, …)
- Druckdaten
- Hausauftragsnummern - HAN
- Passerkreuze
- Plattennummern
- Randleisten
- Reihenwertzähler
- Summenzähler

## Besonderheiten
Beim Bogendruck treten zahlreiche Besonderheiten auf. Die wichtigsten sind:
- Andreaskreuze
- Zusammendrucke
- Zierfelder
- Retuschen